# Clitocybe phyllophila
Clitocybe phyllophila (Pers.) P. Kumm., Führer Pilzk. (Zwickau): 122 (1871).

## Descrizione della specie
Cappello
Convesso-umbonato in gioventù, poi spianato ed irregolarmente imbutiforme. 4 – 8 cm, eccezionalmente può arrivare a 10 cm di diametro. Cuticola bianca-bianco sporco, tendente a screpolarsi con l'età. Margine ondulato, poco carnoso.
Lamelle

Sono adnate, fitte e sottili, leggermente decorrenti sul gambo biancastre leggermente rosate con l'età.
Gambo
4-7 x 0,5-1,5 cm, cilindrico, spesso ricurvo, fibroso, biancastro poi rosato, striato longitudinalmente.
Non possiede né anello, né volva ed è difficilmente staccabile dal cappello.
Carne
Chiara, immutabile.
- Odore: subnullo.
- Sapore: acidulo.

Microscopia
Sporecolor crema in massa, da subglobose a ellissoidali, lisce, guttulate, apicolate, 4-4,5 x 3,5-4 µm.
Basiditetrasporici, clavati, 25-30 x 6-7 µm.

## Habitat
Cresce su fogliame sia di latifoglie che di conifere, estate - autunno.

## Commestibilità
Velenoso, come la maggior parte delle Clitocybe bianche di piccole dimensioni.

Contiene una quantità non trascurabile di muscarina, un alcaloide e pertanto può provocare l'omonima sindrome.
Elevata la sua pericolosità in quanto facilmente confondibile con le specie qui di seguito riportate.

## Specie simili
- Il Clitopilus prunulus che è un ottimo commestibile, assomiglia a questa specie, ma è riconoscibile per la fragilità della carne che nella clitocybe è abbastanza elastica e fibrosa, e, ad un occhio esperto, per la diversa luminosità della cuticola: lucente e setosa in questa specie, opaca e comunque satinata in Clitopilus.
- Il Lyophyllum connatum, pure commestibile, si distingue principalmente per la crescita a cespi compatti con gambi dritti, non ricurvi.

## Sinonimi e binomi obsoleti
- Agaricus cerussatus Fr., Systema mycologicum (Lundae) 1: 92 (1821)
- Agaricus phyllophilus Pers., Synopsis Methodica Fungorum (Göttingen): 457 (1801)
- Agaricus pithyophilus Fr., Epicrisis Systematis Mycologici (Upsaliae): 62 (1838)
- Clitocybe cerussata (Fr.) P. Kumm., Führer Pilzk. (Zwickau): 122 (1871)
- Clitocybe cerussata var. pithyophila (Fr.) J.E. Lange, Fl. Agaric. Danic. 1: 79 (1935)
- Clitocybe pithyophila (Fr.) Gillet, Hyménomycètes (Alençon): 152 (1874)
- Lepista phyllophila (Pers.) Harmaja, Karstenia 15: 15 (1976)